# Кромјержиж
Кромјержиж (чеш. Kroměříž) град је у Чешкој Републици, у оквиру историјске покрајине Моравске. Кромјержиж је други по величини град управне јединице Злински крај, у оквиру којег је седиште засебног округа Кромјержиж.
Кромјержиж је познат по вртовима дворца Кромјержиж, који се од 1998. године налазе на списку светске баштине УНЕСКОа.

## Географија
Кромјержиж се налази у источном делу Чешке републике. Град је удаљен од 270 км југоисточно од главног града Прага, а од првог већег града, Брна, 70 км источно.
Кромјержиж се налази у области средишње Моравске, на реци Морави. Надморска висина града је око 200 м. Град је долинском подручју реке, а западно од града издиже се Чехоморавско побрђе.

## Историја
Подручје Колина било је насељено још у доба праисторије. Насеље под данашњим називом први пут се у писаним документима спомиње 1256. године, а насеље је 1266. године добило градска права.
1919. године Кромјержиж је постао део новоосноване Чехословачке. У време комунизма град је нагло индустријализован. После осамостаљења Чешке дошло је до опадања активности тешке индустрије и до проблема са преструктурирањем привреде.

## Становништво
Кромјержиж данас има око 30.000 становника и последњих година број становника у граду стагнира. Поред Чеха у граду живе и Словаци и Роми.

## Партнерски градови
- Кремс
- Шатоден
- Пјекари Слонскје

## Галерија
- Богородичина црква
- Градска кућа
- Кромјержишки замак
- Вртови дворца Кромјержиж под заштитом УНЕСКОа